# Роуз, Деррик
Деррик Мартелл Роуз (англ. Derrick Martell Rose; род. 4 октября 1988 года в Чикаго, Иллинойс) — американский профессиональный баскетболист. Играл на позиции разыгрывающего и атакующего защитника. Был выбран под первым номером на драфте НБА 2008 года клубом «Чикаго Буллз». Чемпион мира 2010 и 2014 годов. Лучший новичок 2009 года. В сезоне 2010/2011 Роуз был признан самым ценным игроком, став в возрасте 22 лет самым молодым обладателем данной награды.

## Биография
Деррик Роуз родился и вырос в Чикаго, с детства болел за местный клуб «Чикаго Буллз». Выступая за чикагскую академию Нила Симеона на школьном уровне, Роуз привёл «Росомах» к двум победам на чемпионате штата. Баскетбольные аналитики называли Деррика самым многообещающим игроком среди сверстников. После окончания школы Роуз решил не идти сразу в НБА, а попробовать свои силы в команде университетской лиги. В сезоне 2007—2008 он выступал за команду «Мемфис Тайгерс» Мемфисского университета, помог команде дойти до финала чемпионата и установить рекорд NCAA по количеству побед в чемпионате — 38 в 40 сыгранных матчах.
15 апреля 2008 года Роуз объявил о своём решении выставиться на драфт НБА. Летом «Чикаго Буллз» прогнозируемо выбрали его под первым номером. 8 июля 2008 года Роуз подписал свой первый профессиональный контракт. В феврале 2009 года в рамках мероприятий перед Матчем всех звёзд НБА участвовал в игре сборной новичков со сборной второгодок, также стал победителем конкурса баскетбольных умений, победив Девина Харриса, Тони Паркера и Мо Уильямса. В дебютном регулярном сезоне принял участие в 81 матче, в 80 выходил в стартовой пятёрке, вытеснив оттуда Кёрка Хайнрика. По итогам сезона стал лучшим среди новичков по количеству передач в среднем за игру (6,3) и вторым по очкам за игру (16,8), уступив по этому показателю только О Джею Майо, был признан лучшим новичком года и включён в первую сборную новичков сезона.
18 января 2010 года Деррик Роуз был включён в состав сборной Восточной конференции на матч всех звёзд НБА. В последний раз представитель «Чикаго Буллз» играл в матче всех звёзд в 1998 году, тогда Майкл Джордан, проводивший свой последний сезон за «Чикаго», был признан самым ценным игроком этого матча.
В первом раунде плей-офф «Буллз» Деррика Роуза, противостояла команда Леброна Джеймса «Кливленд Кавальерс». При средних показателях в 26,8 очков, 7,2 результативных передач Роуза, Чикаго, тем не менее, смогли вырвать лишь одну победу и проиграли серию 4 — 1.

## Профессиональная карьера

### Чикаго Буллз (2008—2016)

#### 2010—2011: MVP
30 октября 2010 года в игре против «Детройт Пистонс» Деррик набрал 39 очков, чем помог своей команде одержать убедительную победу со счетом 101—91. Через два дня в игре против «Портленд Трэйл Блэйзерс», Роуз раздает 13 результативных передач.
10 декабря, в игре против «Лос-Анджелес Лейкерс», Роуз набирает 29 очков и раздает 9 результативных передач, благодаря чему Чикаго одерживает победу над калифорнийцами, впервые с 19 декабря 2006 года.
17 января 2011 года, Роуз набирает 22 очка, 10 подборов и 12 результативных передач, против «Мемфис Гриззлис» и оформляет свой первый трипл-дабл в карьере. Через месяц, 17 февраля, Деррик обновляет своё высшее достижение по очкам в регулярном чемпионате в карьере и набирает 42 очка, при этом раздав 8 передач и собрав 5 отскоков, «Буллз» побеждают «Сан-Антонио Спёрс» со счетом 109-99.
В марте Роуз раздает 17 передач (личный рекорд), набирая при этом 30 очков в игре против «Милуоки Бакс». Сезон 2010—2011 года команда заканчивает с результатом в 62 победы при 20 поражениях, чего с ней не случалось с сезона 1997—1998 года.
В мае 2011 года, Деррик Роуз был назван MVP сезона, в возрасте 22 лет, тем самым став самым молодым игроком, который удостаивался этого звания.
В плей-офф «Чикаго Буллз» прошли до финала конференции, где встретились с «Майами Хит». И снова Деррику Роузу противостоял Леброн Джеймс, который в очередной раз оказался сильнее. «Быки» проиграли в пяти встречах.

#### 2012—2016: Травмы
В первой игре плей-офф, против команды «Филадельфия Севенти Сиксерс», Деррик Роуз получил тяжелейшую травму левого колена. Как сообщает официальный сайт лиги, игроку поставили диагноз — разрыв крестообразных связок. Эпизод произошёл за 1:10 до конца матча, который «Буллз» выиграли со счетом 103-91.
После пропущенного целиком сезона 2012/13, в десятом матче регулярного чемпионата сезона 2013/14 против команды «Портленд Трэйл Блэйзерс», Деррик Роуз снова получил тяжёлую травму, но на этот раз уже правого колена. Диагноз — разрыв мениска. Игрок перенёс ещё одну операцию, настояв на том, чтобы восстановить мениск.
В сезоне 2014/15 Деррик снова получил травму. Как и в сезоне 2013—2014, он снова порвал тот же мениск. На этот раз было принято решение удалить поврежденную часть. По словам самого Роуза, он не знает где и когда получил травму.

### Нью-Йорк Никс (2016—2017)
22 июня 2016 года Роуз вместе с Джастином Холидеем и будущим выборов во втором раунде драфта был обменян в «Нью-Йорк Никс» на Хосе Кальдерона, Джериана Гранта и Робина Лопеса.

### Кливленд Кавальерс (2017—2018)
25 июля 2017 года Роуз подписал контракт с «Кливленд Кавальерс» на ветеранский минимум. В феврале 2018 года Роуз перешёл в «Юта Джаз» в результате трехстороннего обмена с «Кливлендом» и «Сакраменто» и был отчислен из команды — таким образом он стал четвёртым и самым молодым бывшим MVP в истории НБА, который был отчислен по ходу сезона.

### Миннесота Тимбервулвз (2018—2019)
После выкупа контракта «Ютой», Роуз в марте 2018 года подписал контракт с «Миннесотой» до конца сезона. В 9 матчах регулярного сезона набирал в среднем 5,8 очков за 12 минут на площадке. В 5 матчах плей-офф против «Хьюстон Рокетс» набирал 14,2 очков за 24 минуты на площадке («Миннесота» в первом раунде проиграла 1-4).
1 июля 2018 года было объявлено, что Роуз подпишет однолетнее соглашение с «Миннесотой Тимбервулвз».
1 ноября 2018 года Роуз набрал 50 очков в победном матче с «Ютой» (128:125) и установил личный рекорд результативности в одной игре.
8 ноября 2018 года в матче против «Лос-Анджелес Лейкерс» установил личный рекорд по забитым трёхочковым броскам (7).

### Детройт Пистонс (2019—2021)
7 июля 2019 года Роуз в качестве свободного агента заключил контракт с клубом «Детройт Пистонс». В 64 матчах за «Пистонс» он набирал в среднем 18,0 очка, 4,4 передачи и 3,8 подбора за 32,5 минуты.

### Нью-Йорк Никс (2021—2023)
8 февраля 2021 года вернулся в «Нью-Йорк» после обмена на Денниса Смита и пик 2-го раунда драфта 2021 года.
18 августа 2021 года «Никс» продлили контракт с Роузом на три года с суммой в 43 миллиона долларов.
24 июня 2023 года «Никс» отказались от опции команды в контракте Роуза на сезон 2023/24, что сделало его свободным агентом.

### Мемфис Гриззлис (2023—2024)
3 июля 2023 года Роуз подписал контракт с командой «Мемфис Гриззлис». Роуз решил выбрать номер «23» - тот же номер, под которым он выступал за «Мемфис Тайгерс». 23 сентября 2024 года «Мемфис Гриззлис» отчислил Роуза из клуба, а 26 сентября игрок объявил о завершении карьеры.

## Статистика

### Статистика в НБА
| Сезон                                                                                    | Команда   | Регулярный сезон | Регулярный сезон | Регулярный сезон | Регулярный сезон | Регулярный сезон | Регулярный сезон | Регулярный сезон | Регулярный сезон | Регулярный сезон | Регулярный сезон | Регулярный сезон | Серия плей-офф | Серия плей-офф | Серия плей-офф | Серия плей-офф | Серия плей-офф | Серия плей-офф | Серия плей-офф | Серия плей-офф | Серия плей-офф | Серия плей-офф | Серия плей-офф |
| Сезон                                                                                    | Команда   | GP               | GS               | MPG              | FG%              | 3P%              | FT%              | RPG              | APG              | SPG              | BPG              | PPG              | GP             | GS             | MPG            | FG%            | 3P%            | FT%            | RPG            | APG            | SPG            | BPG            | PPG            |
| ---------------------------------------------------------------------------------------- | --------- | ---------------- | ---------------- | ---------------- | ---------------- | ---------------- | ---------------- | ---------------- | ---------------- | ---------------- | ---------------- | ---------------- | -------------- | -------------- | -------------- | -------------- | -------------- | -------------- | -------------- | -------------- | -------------- | -------------- | -------------- |
| 2008/09                                                                                  | Чикаго    | 81               | 80               | 37,0             | 47,5             | 22,2             | 78,8             | 3,9              | 6,3              | 0,8              | 0,2              | 16,8             | 7              | 7              | 44,8           | 49,2           | 0,0            | 80,0           | 6,3            | 6,4            | 0,6            | 0,7            | 19,7           |
| 2009/10                                                                                  | Чикаго    | 78               | 78               | 36,8             | 48,9             | 26,7             | 76,6             | 3,8              | 6,0              | 0,7              | 0,3              | 20,8             | 5              | 5              | 42,5           | 45,6           | 33,3           | 81,8           | 3,4            | 7,2            | 0,8            | 0,0            | 26,8           |
| 2010/11                                                                                  | Чикаго    | 81               | 81               | 37,4             | 44,5             | 33,2             | 85,8             | 4,1              | 7,7              | 1,0              | 0,6              | 25,0             | 16             | 16             | 40,6           | 39,6           | 24,8           | 82,8           | 4,3            | 7,7            | 1,4            | 0,7            | 27,1           |
| 2011/12                                                                                  | Чикаго    | 39               | 39               | 35,2             | 43,5             | 31,2             | 81,2             | 3,4              | 7,9              | 0,9              | 0,7              | 21,8             | 1              | 1              | 37,2           | 39,1           | 50,0           | 100,0          | 9,0            | 9,0            | 1,0            | 1,0            | 23,0           |
| 2013/14                                                                                  | Чикаго    | 10               | 10               | 31,1             | 35,4             | 34,0             | 84,4             | 3,2              | 4,3              | 0,5              | 0,1              | 15,9             | Не участвовал  | Не участвовал  | Не участвовал  | Не участвовал  | Не участвовал  | Не участвовал  | Не участвовал  | Не участвовал  | Не участвовал  | Не участвовал  | Не участвовал  |
| 2014/15                                                                                  | Чикаго    | 51               | 51               | 30,0             | 40,5             | 28,0             | 81,3             | 3,2              | 4,9              | 0,7              | 0,3              | 17,7             | 12             | 12             | 37,8           | 39,6           | 34,8           | 89,7           | 4,8            | 6,5            | 1,2            | 0,5            | 20,3           |
| 2015/16                                                                                  | Чикаго    | 66               | 66               | 31,8             | 42,7             | 29,3             | 79,3             | 3,4              | 4,7              | 0,7              | 0,2              | 16,4             | Не участвовал  | Не участвовал  | Не участвовал  | Не участвовал  | Не участвовал  | Не участвовал  | Не участвовал  | Не участвовал  | Не участвовал  | Не участвовал  | Не участвовал  |
| 2016/17                                                                                  | Нью-Йорк  | 64               | 64               | 32,5             | 47,1             | 21,7             | 87,4             | 3,8              | 4,4              | 0,7              | 0,3              | 18,0             | Не участвовал  | Не участвовал  | Не участвовал  | Не участвовал  | Не участвовал  | Не участвовал  | Не участвовал  | Не участвовал  | Не участвовал  | Не участвовал  | Не участвовал  |
| 2017/18                                                                                  | Кливленд  | 16               | 7                | 19,2             | 43,9             | 25,0             | 85,4             | 1,8              | 1,6              | 0,2              | 0,3              | 9,8              | Не участвовал  | Не участвовал  | Не участвовал  | Не участвовал  | Не участвовал  | Не участвовал  | Не участвовал  | Не участвовал  | Не участвовал  | Не участвовал  | Не участвовал  |
| 2017/18                                                                                  | Миннесота | 9                | 0                | 12,4             | 42,6             | 16,7             | 100,0            | 0,7              | 1,2              | 0,4              | 0,0              | 5,8              | 5              | 0              | 23,8           | 50,9           | 70,0           | 85,7           | 1,8            | 2,6            | 0,4            | 0,0            | 14,2           |
| 2018/19                                                                                  | Миннесота | 51               | 13               | 27,3             | 48,2             | 37,0             | 85,6             | 2,7              | 4,3              | 0,6              | 0,2              | 18,0             | Не участвовал  | Не участвовал  | Не участвовал  | Не участвовал  | Не участвовал  | Не участвовал  | Не участвовал  | Не участвовал  | Не участвовал  | Не участвовал  | Не участвовал  |
| 2019/20                                                                                  | Детройт   | 50               | 15               | 26,0             | 49,0             | 30,6             | 87,1             | 2,4              | 5,6              | 0,8              | 0,3              | 18,1             | Не участвовал  | Не участвовал  | Не участвовал  | Не участвовал  | Не участвовал  | Не участвовал  | Не участвовал  | Не участвовал  | Не участвовал  | Не участвовал  | Не участвовал  |
| 2020/21                                                                                  | Детройт   | 15               | 0                | 22,8             | 42,9             | 33,3             | 84,0             | 1,9              | 4,2              | 1,2              | 0,3              | 14,2             | Не участвовал  | Не участвовал  | Не участвовал  | Не участвовал  | Не участвовал  | Не участвовал  | Не участвовал  | Не участвовал  | Не участвовал  | Не участвовал  | Не участвовал  |
| 2020/21                                                                                  | Нью-Йорк  | 35               | 3                | 26,8             | 48,7             | 41,1             | 88,3             | 2,9              | 4,2              | 0,9              | 0,4              | 14,9             | 5              | 3              | 35,0           | 47,6           | 47,1           | 100,0          | 4,0            | 5,0            | 0,4            | 0,2            | 19,4           |
| 2021/22                                                                                  | Нью-Йорк  | 26               | 4                | 24,5             | 44,5             | 40,2             | 96,8             | 3,0              | 4,0              | 0,8              | 0,5              | 12,0             | Не участвовал  | Не участвовал  | Не участвовал  | Не участвовал  | Не участвовал  | Не участвовал  | Не участвовал  | Не участвовал  | Не участвовал  | Не участвовал  | Не участвовал  |
| 2022/23                                                                                  | Нью-Йорк  | 27               | 0                | 12,5             | 38,4             | 30,2             | 91,7             | 1,5              | 1,7              | 0,3              | 0,2              | 5,6              | 1              | 0              | 2,5            | 0,0            | 0,0            | -              | 0,0            | 1,0            | 0,0            | 0,0            | 0,0            |
| 2023/24                                                                                  | Мемфис    | 24               | 7                | 16,6             | 46,1             | 36,6             | 88,9             | 1,9              | 3,3              | 0,3              | 0,1              | 8,0              | Не участвовал  | Не участвовал  | Не участвовал  | Не участвовал  | Не участвовал  | Не участвовал  | Не участвовал  | Не участвовал  | Не участвовал  | Не участвовал  | Не участвовал  |
|                                                                                          | Всего     | 723              | 518              | 30,5             | 45,6             | 31,6             | 83,1             | 3,2              | 5,2              | 0,7              | 0,3              | 17,4             | 52             | 44             | 37,7           | 42,6           | 32,2           | 84,5           | 4,3            | 6,3            | 0,9            | 0,5            | 21,9           |
| Наведите курсор мыши на аббревиатуры в заголовке таблицы, чтобы прочесть их расшифровку. |           |                  |                  |                  |                  |                  |                  |                  |                  |                  |                  |                  |                |                |                |                |                |                |                |                |                |                |                |

### Статистика в NCAA
| Сезон | Команда | Conf  | Class | GP | GS | MPG  | FG%  | 3P%  | FT%  | RPG | APG | SPG | BPG | PPG  |
| --- | ------- | ----- | ----- | -- | -- | ---- | ---- | ---- | ---- | --- | --- | --- | --- | ---- |
| 2007/08 | Мемфис  | CUSA  | FR    | 40 | 39 | 29,2 | 47,7 | 33,7 | 71,2 | 4,5 | 4,7 | 1,2 | 0,4 | 14,9 |
| Всего | Всего   | Всего | Всего | 40 | 39 | 29,2 | 47,7 | 33,7 | 71,2 | 4,5 | 4,7 | 1,2 | 0,4 | 14,9 |
| Наведите курсор мыши на аббревиатуры в заголовке таблицы, чтобы прочесть их расшифровку Статистика приведена с сайта sports-reference.com |         |       |       |    |    |      |      |      |      |     |     |     |     |      |